# 斎藤陽介
斎藤 陽介（さいとう ようすけ、1988年4月7日 - ）は、東京都世田谷区出身の元サッカー選手。ポジションはフォワード。

## 来歴
1988年、東京都世田谷区で生まれ、小学1年の時に太子堂サッカークラブへ入団して6年間在籍した。
その後横浜F・マリノスのユースへ入団。2007年に横浜F・マリノスでプロ選手としてのキャリアをスタートさせたが、十分な結果を残すことはできなかった。
2011年に海外挑戦の場としてシンガポールのアルビレックス新潟シンガポールへ移籍。アルビレックス新潟シンガポール在籍時には欧州で代理人をしている人物と出会う。本人によればアルビレックス新潟シンガポールから契約延長の申し出があったが、ヨーロッパで挑戦したいとの想いから断り、2012年1月にラトビア・ヴィルスリーガ所属のFBグルベネでテストを受け、2月に合格して移籍した。ヴィルスリーガ2012シーズンでは、14試合に出場して9得点を挙げる活躍をした。3月から4月までの月間MVPには斎藤が選出された。シーズン中盤にヴィルスリーガで4度優勝しているFKヴェンツピルスに移籍をした。FKヴェンツピルスでは6得点を挙げ、FBグルベネ時代の9得点を合算してリーグ単独2位の15得点を記録した。シーズン終了後、ラトビアサッカー連盟は2つのシンボリックチーム(22選手)を発表し、第1チームのフォワード部門で斎藤が選出された。
2013年1月、ドイツ3部に所属するSVダルムシュタット98でトライアルを受けたことがキッカーの電子版で報じられたものの、テストは結果的に不合格となった。
その後、各国のクラブが合宿しているトルコへ渡り、ロシアリーグの2部に所属するFCウファにテスト生として参加。1月16日、スイスのセルヴェットFCとのテストマッチ(2-1)では25メートルの距離から得点を挙げるなどした。同年2月、FCウファへ2年半の契約で移籍をした。しかし、怪我で結果が残せず、後述の離婚問題も重なり同クラブを退団。
1度は引退を決意したが、ブログなどのコメントに励まされた結果、膝の治療を経て再びプレイすることを決意。
2014年5月、練習参加していたベラルーシ・プレミアリーグのFCスウツクへ移籍した。2014シーズン第9節のFCディナモ・ミンスク戦で初出場、第14節のFCミンスク戦で初得点を記録した。
2016年、ヴィルスリーガのリガFCへ移籍。
2017年3月、オーストラリア4部のエッセンドン・ロイヤルズSCへ移籍。6月、オーストラリア3部のサンシャイン・ジョージクロスSCへ移籍。
2018年2月、メスタリリーガのヴィリャンディJKトゥレヴィクへ移籍。
2018年11月、自身のブログで引退を発表。

## エピソード
- 都立目黒高校2年まではサッカーとピアノを両立して活動しており、ピアノのコンクールにも出場していた。「ピアノマン」の愛称はこれに由来する。また、2009年の新体制発表会では、サポーターの前でその腕前を披露した[20]。FCウファのYouTube公式チャンネルではピアノを弾いてる映像がアップされている[21]。
- 目標とする選手に、プレースタイルの似たFWである、かつてのチームメイトの坂田大輔を挙げている。一時期、坂田が散髪したため、プレースタイルだけでなく風貌までそっくりでチームメイトが混乱してしまう、などとスポーツ紙で報じられた。
- ラトビア人の女性と結婚し、1子を儲ける（妻には連れ子あり）も、2014年3月19日自身のオフィシャルブログにて妻の浪費が原因で離婚をしたと発表。
- 2025年 – ABEMA『秘密のママ園 ～ママも、恋してイイですか？～ シーズン2』（息子とともに出演）[22]

## 所属クラブ
- 1995年 - 2000年 太子堂サッカークラブ
- 2001年 - 2003年 横浜F・マリノスジュニアユース
- 2004年 - 2006年 横浜F・マリノスユース（目黒高等学校）
- 2007年 - 2010年  横浜F・マリノス
  - 2010年  ツエーゲン金沢 (期限付き移籍)
- 2011年  アルビレックス新潟シンガポール
- 2012年  FBグルベネ
- 2012年  FKヴェンツピルス
- 2013年 - 2014年3月  FCウファ
- 2014年  FCスウツク
- 2016年  リガFC
- 2017年  エッセンドン・ロイヤルズSC
- 2017年  サンシャイン・ジョージクロスSC
- 2018年  ヴィリャンディJKトゥレヴィク

## 個人成績
(2018年2月28日時点)
| 国内大会個人成績 | 国内大会個人成績 | 国内大会個人成績 | 国内大会個人成績 | 国内大会個人成績 | 国内大会個人成績           | 国内大会個人成績 | 国内大会個人成績 | 国内大会個人成績 | 国内大会個人成績 | 国内大会個人成績 | 国内大会個人成績 |
| 年度             | クラブ           | 背番号           | リーグ           | リーグ戦         | リーグ戦                   | リーグ杯         | リーグ杯         | オープン杯       | オープン杯       | 期間通算         | 期間通算         |
| 年度             | クラブ           | 背番号           | リーグ           | 出場             | 得点                       | 出場             | 得点             | 出場             | 得点             | 出場             | 得点             |
| 日本             | 日本             | 日本             | 日本             | リーグ戦         | リーグ戦                   | リーグ杯         | リーグ杯         | 天皇杯           | 天皇杯           | 期間通算         | 期間通算         |
| ---------------- | ---------------- | ---------------- | ---------------- | ---------------- | -------------------------- | ---------------- | ---------------- | ---------------- | ---------------- | ---------------- | ---------------- |
| 2007             | 横浜FM           | 27               | J1               | 11               | 0                          | 3                | 1                | 1                | 0                | 15               | 1                |
| 2008             | 横浜FM           | 27               | J1               | 1                | 0                          | 2                | 0                | 0                | 0                | 3                | 0                |
| 2009             | 横浜FM           | 27               | J1               | 0                | 0                          | 0                | 0                | 0                | 0                | 0                | 0                |
| 2010             | 横浜FM           | 27               | J1               | 0                | 0                          | 0                | 0                | -                | -                | 0                | 0                |
| 2010             | 金沢             | 23               | JFL              | 9                | 4                          | -                | -                | 0                | 0                | 9                | 4                |
| シンガポール     | シンガポール     | シンガポール     | シンガポール     | リーグ戦         | リーグ戦                   | リーグ杯         | リーグ杯         | シンガポール杯   | シンガポール杯   | 期間通算         | 期間通算         |
| 2011             | 新潟S            | 9                | Sリーグ          | 26               | 8                          | 3                | 0                | 5                | 2                | 34               | 10               |
| ラトビア         | ラトビア         | ラトビア         | ラトビア         | リーグ戦         | リーグ戦                   | リーグ杯         | リーグ杯         | ラトビア杯       | ラトビア杯       | 期間通算         | 期間通算         |
| 2012             | グルベネ         | 9                | ヴィルスリーガ   | 14               | 9                          | 2                | 2                | -                | -                | 16               | 11               |
| 2012             | ヴェンツピルス   | 19               | ヴィルスリーガ   | 17               | 6                          |                  |                  |                  |                  | 17               | 6                |
| ロシア           | ロシア           | ロシア           | ロシア           | リーグ戦         | リーグ戦                   | ロシア杯         | ロシア杯         | オープン杯       | オープン杯       | 期間通算         | 期間通算         |
| 2012-2013        | ウファ           | 27               | 1st Div.         | 4                | 1                          |                  |                  |                  |                  | 4                | 1                |
| 2013-2014        | ウファ           | 27               | 1st Div.         | 6                | 0                          |                  |                  |                  |                  | 6                | 0                |
| ベラルーシ       | ベラルーシ       | ベラルーシ       | ベラルーシ       | リーグ戦         | リーグ戦                   | リーグ杯         | リーグ杯         | オープン杯       | オープン杯       | 期間通算         | 期間通算         |
| 2014             | スウツク         | 99               | プレミア         | 17               | 7                          |                  |                  |                  |                  |                  |                  |
| ラトビア         | ラトビア         | ラトビア         | ラトビア         | リーグ戦         | リーグ戦                   | リーグ杯         | リーグ杯         | ラトビア杯       | ラトビア杯       | 期間通算         | 期間通算         |
| 2016             | リガ             | 99               | ヴィルスリーガ   | 12               | 5                          |                  |                  |                  |                  |                  |                  |
| オーストラリア   | オーストラリア   | オーストラリア   | オーストラリア   | リーグ戦         | リーグ戦                   | リーグ杯         | リーグ杯         | FFA杯            | FFA杯            | 期間通算         | 期間通算         |
| 2017             | エッセンドン     | 9                | 4部              | 11               | 8                          |                  |                  |                  |                  |                  |                  |
| 2017             | サンシャイン     | 15               | 3部              | 10               | 3                          |                  |                  |                  |                  |                  |                  |
| エストニア       | エストニア       | エストニア       | エストニア       | リーグ戦         | リーグ戦                   | リーグ杯         | リーグ杯         | オープン杯       | オープン杯       | 期間通算         | 期間通算         |
| 2018             | トゥレヴィク     | 99               | メスタリリーガ   |                  |                            |                  |                  |                  |                  |                  |                  |
| 通算             | 日本             | 日本             | J1               | 12               | 0                          | 5                | 1                | 1                | 0                | 18               | 1                |
| 通算             | 日本             | 日本             | JFL              | 9                | 4                          | -                | -                | 0                | 0                | 9                | 4                |
| 通算             | シンガポール     | シンガポール     | Sリーグ          | 26               | 8                          | 3                | 0                | 5                | 2                | 34               | 10               |
| 通算             | ラトビア         | ラトビア         | ヴィルスリーガ   | 43               | 20                         |                  |                  |                  |                  |                  |                  |
| 通算             | ロシア           | ロシア           | 1st Div.         | 10               | 1\|\|\|\|\|\|\|\|\|\|\|\|  |                  |                  |                  |                  |                  |                  |
| 通算             | ベラルーシ       | ベラルーシ       | プレミア         | 17               | 7\|\|\|\|\|\|\|\|\|\|\|\|  |                  |                  |                  |                  |                  |                  |
| 通算             | オーストラリア   | オーストラリア   | 4部              | 11               | 8\|\|\|\|\|\|\|\|\|\|\|\|  |                  |                  |                  |                  |                  |                  |
| 通算             | オーストラリア   | オーストラリア   | 3部              | 10               | 3\|\|\|\|\|\|\|\|\|\|\|\|  |                  |                  |                  |                  |                  |                  |
| 総通算           | 総通算           | 総通算           | 総通算           | 138              | 51\|\|\|\|\|\|\|\|\|\|\|\| |                  |                  |                  |                  |                  |                  |

その他の公式戦出場
- UEFAチャンピオンズリーグ 2012-13予備予選2回戦 2試合0得点

記録
- 2007年3月17日 - プロデビュー (Jリーグ) - ヴィッセル神戸戦 (日産スタジアム)
- 2007年4月11日 - プロ初ゴール (ナビスコカップ) - 大宮アルディージャ戦 (さいたま市駒場スタジアム)